# البيلة الحمضمينية ثنائية الكربوكسيل
البيلة الحمضمينية ثنائية الكربوكسيل هي شكل نادر من البيلة الحمضمينية (1 من كل 35,000 ولادة)، وهي اضطراب وراثي متنحٍ في الغلوتامات والأسبارتات البولي ناتج عن أخطاء وراثية متعلقة بنقل هذين الحمضين الأمينيين. وُجد أن الطفرات التي تؤدي إلى نقص التعبير عن الجين SLC1A1، وهو عضو في أسرة ناقل المذاب، تتسبب في تطور بيلة حمضمينية ثنائية الكربوكسيل لدى الإنسان. يشفر جين SLC1A1 ناقل الأحماض الأمينية الاستثارية 3 الموجود في الخلايا العصبية والأمعاء والكليتين والرئتين والقلب. يعد هذا الناقل جزءًا من أسرة ناقلات الغلوتامات عالية التقارب التي تنقل كل من الغلوتامات والأسبارتات عبر الغشاء الهيولي.

## الأعراض والعلامات
تتضمن البيلة الحمضمينية ثنائية الكربوكسيل طرح الغلوتامات والأسبارتات ضمن البول نتيجة عود الامتصاص غير الكامل للأحماض الأمينية الشاردية من الرشاحة الكبية في الكليتين. يؤثر هذا الأمر على تجمع الأحماض الأمينية لدى الفرد المصاب، إذ يُضطر جسمه إلى استهلاك موارد إضافية لتجديد الأحماض الأمينية التي طُرحت. بالإضافة إلى ذلك، تعد ناقلات الغلوتامات مسؤولة عن الإطلاق المشبكي للغلوتامات (الناقل العصبي) داخل الشق المشبكي للعصبون البيني. قد يكون هذا التعطل الوظيفي لدى الأفراد المصابين بالبيلة الحمضمينية ثنائية الكربوكسيل مرتبطًا بتأخر النمو، والإعاقة الذهنية، والتأهب لنقص سكر الدم الصيامي والحماض الكيتوني. تُشخص البيلة الحمضمينية ثنائية الكربوكسيل بالعثور على كمية زائدة من الغلوتامات والأسبارتات في البول.

## السبب
تعد ناقلات الغلوتامات ماهرة في ضخ الغلوتامات إلى داخل الخلايا بسبب قدرتها على الاقتران مع الأيونات غير العضوية. يتطلب نقل الغلوتامات إلى الخلية اقتران ثلاثة أيونات صوديوم بالإضافة إلى بروتون، في حين يتطلب نقله إلى خارج الخلية أيون بوتاسيوم واحد. ينتج عن هذا النقل شحنتان موجبتان تتحركان عبر الغشاء في كل دورة. علاوة على ذلك، تعتمد هذه العملية على تدرج الأس الهيدروجيني، إذ يحتاج الغلوتامات إلى إضافة بروتون قبل النقل.

### الطفرات
تنتج البيلة الحمضمينية ثنائية الكربوكسيل نتيجة طفرة نقطية للتربتوفان إلى الأرجينين في الموضع 445 وطفرة حذف للآيزوليوسين في الموضع 395. يوجد ناقل الأحماض الأمينية الاستثارية 3 في الموقع 9p24، ويُعبر عنه بصورة أساسية في الدماغ والكليتين.

### الاستقلاب
في السبيل الهضمي، يعتبر هضم البروتين وامتصاصه عاملين أساسيين في إنشاء مجمعات الأحماض الأمينية والحفاظ عليها. في حالة البيلة الحمضمينية ثنائية الكربوكسيل، والتي يتعطل فيها نقل الغلوتامات والأسبارتات، يتأثر استقلاب الألانين والأسبارتات والغلوتامات. تقوم الخلايا المعوية في الأمعاء بتفكيك الببتيدات إلى أحماض أمينية متبقية والتي تستخدم عادة ناقلات الأحماض الأمينية الخاصة بالشحنة لعبور الخلايا الظهارية. في البيلة الحمضمينية ثنائية الكربوكسيل، لا يستطيع ناقل الأحماض الأمينية الأنيونية، الذي يُسمى ناقل الأحماض الأمينية الاستثارية 3، نقل الغلوتامات والأسبارتات عبر الخلايا الظهارية، ما يؤدي إلى طرحها في البول.

#### أمثلة
فيما يلي مثال على كيفية استخدام الغلوتامات في تصنيع الألانين بواسطة ناقلة أمين الألانين.
غلوتامات + بيروفات ⇌ ألفا-كيتوغلوتارات + ألانين

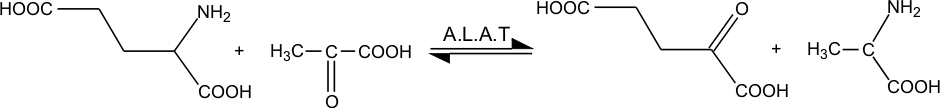

يمكن أخذ مثال آخر وهو تحويل الأسبارتات إلى غلوتامات عبر إنزيم ناقلة أمين الأسبارتات.
أسبارتات + ألفا كيتوغلوتارات ⇌ أوكزالو أسيتات + غلوتامات

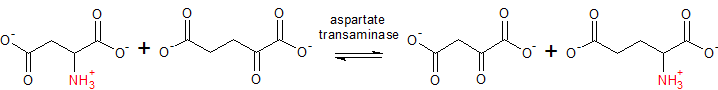